# له نیرول
له نیرول (به فرانسوی: Les Neyrolles) یک کمون در فرانسه است که در Canton of Nantua واقع شده‌است.

## خصوصیات
له نیرول ۹٫۵ کیلومترمربع مساحت و ۶۵۶ نفر جمعیت دارد و ۶۲۵ متر بالاتر از سطح دریا واقع شده‌است.